# 鉄道局
鉄道局（てつどうきょく）とは、
1. 明治政府において国有鉄道事業を管轄した部局名。工部省鉄道寮が1877年に改称[1]。鉄道省#鉄道寮・鉄道局を参照。
2. 日本国有鉄道が発足する以前の、日本の官営鉄道における地方官署の名称。日本国有鉄道の地方機関#鉄道局を参照。
3. 現存する国土交通省の内部部局。本記事において詳述。
4. 中華民国（台湾）の交通部の所属機関で、軌道交通に関わる計画、建設事業と施工管理業務を担う。鉄道局 (中華民国)を参照。

鉄道局（てつどうきょく, Railway Bureau）は、国土交通省の内部部局の一つ。

## 職務
鉄道局は、次に掲げる事務をつかさどる（国土交通省組織令11条）。
1. 鉄道、軌道及び索道（以下「鉄道等」という。）の整備並びにこれらの整備及び運行に関連する環境対策に関すること（道路局の所掌に属するものを除く。）。
2. 大都市地域における宅地開発及び鉄道整備の一体的推進に関する特別措置法（平成元年法律第六十一号）の施行に関すること（不動産・建設経済局及び都市局の所掌に属するものを除く。）。
3. 鉄道等による運送及びこれらの事業の発達、改善及び調整に関すること。
4. 鉄道等の安全の確保に関すること（道路局の所掌に属するものを除く。）。
5. 鉄道等に関する事故及びこれらの事故の兆候の原因並びにこれらの事故に伴い発生した被害の原因を究明するための調査に関すること（運輸安全委員会の所掌に属するものを除く。）。
6. 鉄道等の用に供する車両、信号保安装置その他の陸運機器（これらの部品を含む。以下「陸運機器等」という。）の製造、流通及び消費の増進、改善及び調整並びにこれらの陸運機器等の製造に関する事業の発達、改善及び調整に関すること。
7. 独立行政法人鉄道建設・運輸施設整備支援機構の組織及び運営一般に関すること。

## 沿革
- 1943年（昭和18年）11月1日 鉄道省を改組した運輸通信省設置により、国有鉄道の運営・地方鉄道の監督等を所管する組織として鉄道総局を設置[2]。総局内に長官官房と総務局・業務局・施設局・資材局の4局を置く。
- 1944年（昭和19年）6月21日 総局内に勤労局を新設し5局体制となる。
- 1945年（昭和20年）5月19日 運輸省設置により同省の内部部局となる[2]。
- 1946年（昭和21年）2月1日 国有鉄道事業以外を新設された陸運監理局に移管する。総局内に運転局・電気局を新設し、勤労局を職員局に改組する。7局体制となる。
- 1947年（昭和22年）
  - 1月18日 総局内に工作局を新設し8局体制となる。
  - 4月1日 総局内に鉄道公安事務局を設置する。
- 1948年（昭和23年）7月10日 陸運監理局から国営自動車事業を移管し、総局内に国営自動車局を新設する。9局体制となる。
- 1949年（昭和24年）6月1日 日本国有鉄道の発足により鉄道総局廃止。鉄道行政を担当する鉄道監督局を設置。局内に国有鉄道部・民営鉄道部の2部を置く。
- 1984年（昭和59年）7月1日 運輸省の機構再編により鉄道監督局を廃止。鉄道行政は大臣官房国有鉄道部、地域交通局、貨物流通局が分散担当する。
- 1987年（昭和62年）4月1日 大臣官房の国有鉄道部を国有鉄道改革推進部に改組する。
- 1991年（平成3年）7月1日 運輸省の機構再編により交通モード別の局制が復活。鉄道局を設置。
- 2001年（平成13年）1月6日 国土交通省設置により同省の内部部局となる[2]。

## 組織

### 局長
| 代                     | 氏名                   | 在任期間                       | 前職                                     | 後職                           |
| 運輸通信省鉄道総局長官 | 運輸通信省鉄道総局長官 | 運輸通信省鉄道総局長官         | 運輸通信省鉄道総局長官                   | 運輸通信省鉄道総局長官         |
| ---------------------- | ---------------------- | ------------------------------ | ---------------------------------------- | ------------------------------ |
| 1                      | 長崎惣之助             | 1943年11月1日 - 1944年4月11日  | 鉄道次官                                 | 運輸通信次官                   |
|                        | （長崎惣之助）         | 1944年4月11日 - 1944年4月22日  | （運輸通信次官による事務取扱）           | （運輸通信次官による事務取扱） |
| 2                      | 堀木鎌三               | 1944年4月22日 - 1945年5月19日  | 運輸通信省鉄道総局業務局長               | 運輸省鉄道総局長官             |
| 運輸省鉄道総局長官     |                        |                                |                                          |                                |
| 1                      | 堀木鎌三               | 1945年5月19日 - 1945年8月25日  | 運輸通信省鉄道総局長官                   | 辞職                           |
|                        | （平山孝）             | 1945年8月25日 - 1946年2月1日   | （運輸次官による事務取扱）               | （運輸次官による事務取扱）     |
| 2                      | 佐藤栄作               | 1946年2月1日 - 1947年2月1日    | 運輸省大阪鉄道局長                       | 運輸次官                       |
|                        | （佐藤栄作）           | 1947年2月1日 - 1947年2月6日    | （運輸次官による事務取扱）               | （運輸次官による事務取扱）     |
| 3                      | 伊能繁次郎             | 1947年2月6日 - 1948年3月20日   | 運輸省鉄道総局業務局長                   | 運輸次官                       |
| 4                      | 加賀山之雄             | 1948年3月20日 - 1949年5月31日  | 運輸省鉄道総局業務局長                   | 日本国有鉄道副総裁             |
| 運輸省鉄道監督局長     |                        |                                |                                          |                                |
| 1                      | 足羽則之               | 1949年6月1日 - 1952年1月18日   | 運輸省大臣官房考査室長                   | 辞職                           |
| 2                      | 荒木茂久二             | 1952年1月18日 - 1952年8月1日   | 運輸省大臣官房長                         | 運輸省航空局長                 |
|                        | （欠員）               | 1952年8月1日 - 1952年8月8日    |                                          |                                |
| 3                      | 植田純一               | 1952年8月8日 - 1956年2月14日   | 運輸省大阪陸運局長                       | 辞職                           |
| 4                      | 権田良彦               | 1956年2月14日 - 1958年12月5日  | 運輸省鉄道監督局民営鉄道部長             | 辞職                           |
| 5                      | 山内公猷               | 1958年12月5日 - 1960年7月12日  | 運輸省自動車局長                         | 運輸事務次官                   |
| 6                      | 岡本悟                 | 1960年7月12日 - 1963年4月19日  | 運輸省大臣官房長（併任）観光局長         | 運輸事務次官                   |
|                        | （岡本悟）             | 1963年4月19日 - 1963年6月7日   | （運輸事務次官による事務取扱）           | （運輸事務次官による事務取扱） |
| 7                      | 広瀬真一               | 1963年6月7日 - 1964年6月30日   | 運輸省大臣官房長                         | 運輸事務次官                   |
| 8                      | 佐藤光夫               | 1964年6月30日 - 1965年6月2日   | 運輸省大臣官房長                         | 運輸省航空局長                 |
| 9                      | 堀武夫                 | 1965年6月2日 - 1966年7月4日    | 運輸省大臣官房長                         | 運輸省航空局長                 |
| 10                     | 増川遼三               | 1966年7月4日 - 1968年6月7日    | 運輸省観光局長                           | 辞職                           |
| 11                     | 町田直                 | 1968年6月7日 - 1970年6月19日   | 運輸省大臣官房長                         | 運輸事務次官                   |
| 12                     | 山口真弘               | 1970年6月19日 - 1972年6月30日  | 運輸省鉄道監督局国有鉄道部長             | 辞職                           |
| 13                     | 秋富公正               | 1972年6月30日 - 1974年11月12日 | 運輸省鉄道監督局国有鉄道部長             | 総理府人事局長                 |
| 14                     | 後藤茂也               | 1974年11月12日 - 1975年7月18日 | 運輸省航空局次長                         | 運輸省海運局長                 |
| 15                     | 住田正二               | 1975年7月18日 - 1978年6月27日  | 運輸省大臣官房長                         | 運輸事務次官                   |
| 16                     | 山上孝史               | 1978年6月27日 - 1979年7月27日  | 運輸省大臣官房長                         | 辞職                           |
| 17                     | 山地進                 | 1979年7月27日 - 1981年1月23日  | 運輸省鉄道監督局国有鉄道部長             | 総理府人事局長                 |
| 18                     | 杉浦喬也               | 1981年1月23日 - 1982年6月11日  | 運輸省大臣官房長                         | 運輸事務次官                   |
| 19                     | 永光洋一               | 1982年6月11日 - 1984年7月1日   | 運輸省鉄道監督局国有鉄道部長             | 運輸省大臣官房長               |
| 運輸省鉄道局長         |                        |                                |                                          |                                |
| 1                      | 井山嗣夫               | 1991年7月1日 - 1992年6月23日   | 運輸省大臣官房国有鉄道改革推進総括審議官 | 海上保安庁長官                 |
| 2                      | 秦野裕                 | 1992年6月23日 - 1994年6月29日  | 運輸省航空局次長                         | 海上保安庁長官                 |
| 3                      | 戸矢博道               | 1994年6月29日 - 1995年6月23日  | 運輸省鉄道局次長                         | 運輸省大臣官房長               |
| 4                      | 梅﨑壽                 | 1995年6月23日 - 1997年7月1日   | 運輸省航空局次長                         | 運輸省大臣官房長               |
| 5                      | 小幡政人               | 1997年7月1日 - 1999年7月13日   | 運輸省運輸政策局次長                     | 運輸省大臣官房長               |
| 6                      | 安富正文               | 1999年7月13日 - 2001年1月5日   | 運輸省航空局次長                         | 国土交通省鉄道局長             |
| 国土交通省鉄道局長     |                        |                                |                                          |                                |
| 1                      | 安富正文               | 2001年1月6日 - 2001年7月6日    | 運輸省鉄道局長                           | 国土交通省海事局長             |
| 2                      | 石川裕己               | 2001年7月6日 - 2003年7月18日   | 国土交通省鉄道局次長                     | 国土交通省航空局長             |
| 3                      | 丸山博                 | 2003年7月18日 - 2004年7月1日   | 国土交通省自動車交通局長                 | 国土交通省総合政策局長         |
| 4                      | 梅田春実               | 2004年7月1日 - 2006年7月11日   | 国土交通省大臣官房総括審議官             | 辞職                           |
| 5                      | 平田憲一郎             | 2006年7月11日 - 2007年7月10日  | 海上保安庁次長                           | 辞職                           |
| 6                      | 大口清一               | 2007年7月10日 - 2008年7月4日   | 国土交通省鉄道局次長                     | 国土交通省総合政策局長         |
| 7                      | 北村隆志               | 2008年7月4日 - 2009年7月24日   | 国土交通省総合政策局次長                 | 国土交通省大臣官房長           |
| 8                      | 本田勝                 | 2009年7月24日 - 2010年8月10日  | 国土交通省自動車交通局長                 | 国土交通省航空局長             |
| 9                      | 久保成人               | 2010年8月10日 - 2012年9月11日  | 海上保安庁次長                           | 国土交通省大臣官房長           |
| 10                     | 瀧口敬二               | 2012年9月11日 - 2014年7月8日   | 国土交通省総合政策局次長                 | 国土交通省総合政策局長         |
| 11                     | 藤田耕三               | 2014年7月8日 - 2016年6月21日   | 国土交通省大臣官房総括審議官             | 国土交通省総合政策局長         |
| 12                     | 奥田哲也               | 2016年6月21日 - 2017年7月7日   | 国土交通省大臣官房総括審議官             | 国土交通省自動車局長           |
| 13                     | 藤井直樹               | 2017年7月7日 - 2018年7月31日   | 国土交通省自動車局長                     | 国土交通省大臣官房長           |
| 14                     | 蒲生篤実               | 2018年7月31日 - 2019年7月9日   | 国土交通省海事局長                       | 国土交通省大臣官房長           |
| 15                     | 水嶋智                 | 2019年7月9日 - 2020年7月21日   | 国土交通省海事局長                       | 国土交通省大臣官房長           |
| 16                     | 上原淳                 | 2020年7月21日 - 2023年7月11日  | 海上保安庁次長                           | 国土交通審議官                 |
| 17                     | 村田茂樹               | 2023年7月11日 - 2024年7月1日   | 内閣府総合海洋政策推進事務局長           | 国土交通省大臣官房長           |
| 18                     | 五十嵐徹人             | 2024年7月1日 -                 | 国土交通省大臣官房総括審議官             |                                |

附
| 代                         | 氏名                       | 在任期間                      | 前職                       | 後職                       |
| 運輸通信省鉄道総局総務局長 | 運輸通信省鉄道総局総務局長 | 運輸通信省鉄道総局総務局長    | 運輸通信省鉄道総局総務局長 | 運輸通信省鉄道総局総務局長 |
| -------------------------- | -------------------------- | ----------------------------- | -------------------------- | -------------------------- |
| 1                          | 平山孝                     | 1943年11月1日 - 1944年4月22日 | 鉄道省総務局長             | 辞職                       |
| 2                          | 福川篤四郎                 | 1944年4月22日 - 1945年5月19日 | 運輸通信省大阪鉄道局長     | 運輸省鉄道総局総務局長     |
| 運輸省鉄道総局総務局長     |                            |                               |                            |                            |
| 1                          | 福川篤四郎                 | 1945年5月19日 - 1945年8月25日 | 運輸通信省鉄道総局総務局長 | 辞職                       |
| 2                          | 郷野基秀                   | 1945年8月25日 - 1947年2月6日  | 運輸省仙台鉄道局長         | 運輸省陸運監理局長         |
| 3                          | 田中不破三                 | 1947年2月6日 - 1948年3月20日  | 運輸省門司鉄道局長         | 辞職                       |
| 4                          | 三木正                     | 1948年3月20日 - 1949年5月31日 | 運輸省名古屋鉄道局長       | 日本国有鉄道経理局長       |
| 代                         | 氏名                       | 在任期間                      | 前職                           | 後職                           |
| 運輸通信省鉄道総局勤労局長 | 運輸通信省鉄道総局勤労局長 | 運輸通信省鉄道総局勤労局長    | 運輸通信省鉄道総局勤労局長     | 運輸通信省鉄道総局勤労局長     |
| -------------------------- | -------------------------- | ----------------------------- | ------------------------------ | ------------------------------ |
|                            | （堀木鎌三）               | 1944年6月21日 - 1944年6月28日 | （鉄道総局長官による事務取扱） | （鉄道総局長官による事務取扱） |
| 1                          | 小野哲                     | 1944年6月28日 - 1944年9月16日 | 運輸通信省門司鉄道局長         | 運輸通信省自動車局長           |
| 2                          | 滝清彦                     | 1944年9月16日 - 1945年5月19日 | 運輸通信省鉄道総局長官官房勤務 | 運輸省鉄道総局勤労局長         |
| 運輸省鉄道総局勤労局長     |                            |                               |                                |                                |
| 1                          | 滝清彦                     | 1945年5月19日 - 1945年8月25日 | 運輸通信省鉄道総局勤労局長     | 運輸省東京鉄道局長             |
| 2                          | 富山清憲                   | 1945年8月25日 - 1946年2月1日  | 運輸省新潟鉄道局長             | 運輸省鉄道総局職員局長         |
| 運輸省鉄道総局職員局長     |                            |                               |                                |                                |
| 1                          | 富山清憲                   | 1946年2月1日 - 1946年3月9日   | 運輸省鉄道総局勤労局長         | 辞職                           |
| 2                          | 加賀山之雄                 | 1946年3月9日 - 1947年2月6日   | 運輸省広島鉄道局長             | 運輸省鉄道総局業務局長         |
| 3                          | 牛島辰弥                   | 1947年2月6日 - 1949年5月31日  | 運輸省名古屋鉄道局長           | 日本国有鉄道職員局長           |
| 代                         | 氏名                       | 在任期間                      | 前職                       | 後職                       |
| 運輸通信省鉄道総局業務局長 | 運輸通信省鉄道総局業務局長 | 運輸通信省鉄道総局業務局長    | 運輸通信省鉄道総局業務局長 | 運輸通信省鉄道総局業務局長 |
| -------------------------- | -------------------------- | ----------------------------- | -------------------------- | -------------------------- |
| 1                          | 堀木鎌三                   | 1943年11月1日 - 1944年4月22日 | 鉄道省業務局長             | 運輸通信省鉄道総局長官     |
| 2                          | 小倉俊夫                   | 1944年4月22日 - 1945年5月19日 | 帝都高速度交通営団理事     | 運輸省鉄道総局業務局長     |
| 運輸省鉄道総局業務局長     |                            |                               |                            |                            |
| 1                          | 小倉俊夫                   | 1945年5月19日 - 1945年8月25日 | 運輸通信省鉄道総局業務局長 | 辞職                       |
| 2                          | 伊能繁次郎                 | 1945年8月25日 - 1947年2月6日  | 運輸省門司鉄道局長         | 運輸省鉄道総局長官         |
| 3                          | 加賀山之雄                 | 1947年2月6日 - 1948年3月20日  | 運輸省鉄道総局職員局長     | 運輸省鉄道総局長官         |
| 4                          | 薮谷虎芳                   | 1948年3月20日 - 1949年5月31日 | 運輸省大阪鉄道局長         | 日本国有鉄道業務局長       |
| 代                     | 氏名                   | 在任期間                     | 前職                         | 後職                   |
| 運輸省鉄道総局運転局長 | 運輸省鉄道総局運転局長 | 運輸省鉄道総局運転局長       | 運輸省鉄道総局運転局長       | 運輸省鉄道総局運転局長 |
| ---------------------- | ---------------------- | ---------------------------- | ---------------------------- | ---------------------- |
| 1                      | 小西桂太郎             | 1946年2月1日 - 1949年5月31日 | 運輸省鉄道総局業務局運行課長 | 日本国有鉄道運転局長   |
| 代                         | 氏名                       | 在任期間                      | 前職                                 | 後職                       |
| 運輸通信省鉄道総局施設局長 | 運輸通信省鉄道総局施設局長 | 運輸通信省鉄道総局施設局長    | 運輸通信省鉄道総局施設局長           | 運輸通信省鉄道総局施設局長 |
| -------------------------- | -------------------------- | ----------------------------- | ------------------------------------ | -------------------------- |
| 1                          | 三浦義男                   | 1943年11月1日 - 1945年5月19日 | 鉄道省施設局長                       | 運輸省鉄道総局施設局長     |
| 運輸省鉄道総局施設局長     |                            |                               |                                      |                            |
| 1                          | 三浦義男                   | 1945年5月19日 - 1945年8月25日 | 運輸通信省鉄道総局施設局長           | 辞職                       |
| 2                          | 岡田信次                   | 1945年8月25日 - 1948年3月20日 | 運輸省鉄道総局総務局鉄道防衛事務局長 | 辞職                       |
| 3                          | 田中茂美                   | 1948年3月20日 - 1949年5月31日 | 運輸省鉄道総局施設局規画課長         | 日本国有鉄道施設局長       |
| 代                     | 氏名                   | 在任期間                       | 前職                         | 後職                   |
| 運輸省鉄道総局電気局長 | 運輸省鉄道総局電気局長 | 運輸省鉄道総局電気局長         | 運輸省鉄道総局電気局長       | 運輸省鉄道総局電気局長 |
| ---------------------- | ---------------------- | ------------------------------ | ---------------------------- | ---------------------- |
| 1                      | 西村英一               | 1946年2月1日 - 1948年11月17日  | 運輸省鉄道総局長官官房勤務   | 辞職                   |
| 2                      | 鳥井惟喜               | 1948年11月17日 - 1949年5月31日 | 運輸省鉄道総局電気局電化課長 | 日本国有鉄道電気局長   |
| 代                     | 氏名                   | 在任期間                      | 前職                           | 後職                   |
| 運輸省鉄道総局工作局長 | 運輸省鉄道総局工作局長 | 運輸省鉄道総局工作局長        | 運輸省鉄道総局工作局長         | 運輸省鉄道総局工作局長 |
| ---------------------- | ---------------------- | ----------------------------- | ------------------------------ | ---------------------- |
| 1                      | 多賀祐重               | 1947年1月18日 - 1948年3月20日 | 運輸省鉄道総局資材局長         | 辞職                   |
| 2                      | 島秀雄                 | 1948年3月20日 - 1949年5月31日 | 運輸省鉄道総局工作局動力車課長 | 日本国有鉄道工作局長   |
| 代                           | 氏名                         | 在任期間                        | 前職                           | 後職                           |
| 運輸省鉄道総局国営自動車局長 | 運輸省鉄道総局国営自動車局長 | 運輸省鉄道総局国営自動車局長    | 運輸省鉄道総局国営自動車局長   | 運輸省鉄道総局国営自動車局長   |
| ---------------------------- | ---------------------------- | ------------------------------- | ------------------------------ | ------------------------------ |
| 1                            | 川村二郎                     | 1948年7月10日 - 1948年12月15日  | 運輸省陸運監理局国営自動車部長 | 辞職                           |
|                              | （加賀山之雄）               | 1948年12月15日 - 1948年12月28日 | （鉄道総局長官による事務取扱） | （鉄道総局長官による事務取扱） |
| 2                            | 津田弘孝                     | 1948年12月28日 - 1949年5月31日  | 経済安定本部運輸局次長         | 日本国有鉄道自動車局長         |
| 代                         | 氏名                       | 在任期間                      | 前職                                 | 後職                           |
| 運輸通信省鉄道総局資材局長 | 運輸通信省鉄道総局資材局長 | 運輸通信省鉄道総局資材局長    | 運輸通信省鉄道総局資材局長           | 運輸通信省鉄道総局資材局長     |
| -------------------------- | -------------------------- | ----------------------------- | ------------------------------------ | ------------------------------ |
| 1                          | 向笠金吾                   | 1943年11月1日 - 1945年5月19日 | 鉄道省資材局長                       | 運輸省鉄道総局資材局長         |
| 運輸省鉄道総局資材局長     |                            |                               |                                      |                                |
| 1                          | 向笠金吾                   | 1945年5月19日 - 1945年8月25日 | 運輸通信省鉄道総局資材局長           | 辞職                           |
| 2                          | 多賀祐重                   | 1945年8月25日 - 1947年1月18日 | 運輸省鉄道総局製作監督官大阪派出所長 | 運輸省鉄道総局工作局長         |
|                            | （佐藤栄作）               | 1947年1月18日 - 1947年2月1日  | （鉄道総局長官による事務取扱）       | （鉄道総局長官による事務取扱） |
|                            | （佐藤栄作）               | 1947年2月1日 - 1947年2月6日   | （運輸次官による事務取扱）           | （運輸次官による事務取扱）     |
| 3                          | 小沢輝                     | 1947年2月6日 - 1948年3月20日  | 運輸省仙台鉄道局長                   | 辞職                           |
| 4                          | 吉次利二                   | 1948年3月20日 - 1949年5月31日 | 運輸省門司鉄道局長                   | 日本国有鉄道資材局長           |

### 総務課
- 鉄道局の所掌事務に関する総合調整[3]
- 鉄道局の所掌事務に関する基本的な政策についての企画及び立案[3]
- 鉄道局の所掌に係る事業に関する税制に関する調整[3]
- 独立行政法人鉄道建設・運輸施設整備支援機構の組織及び運営一般[3]
- 交通政策審議会陸上交通分科会の庶務[3]

#### 企画室
- 鉄道行政に関する企画・立案、税制等[4]

#### 危機管理室
- 鉄道に関する危機管理対策の企画、指導、調査等[4]

### 幹線鉄道課
- 幹線鉄道等の整備[3]
- 幹線鉄道等による運送及びこれらの事業の発達、改善及び調整[3]

### 都市鉄道政策課
都市鉄道等の利用の促 進等に関する基本的な 政策の企画・立案等を行っている。

#### 所掌
国土交通省組織令（令和元年12月25日政令第205号）第41条に所掌事務が規定されている。

（都市鉄道政策課の所掌事務）

第41条 都市鉄道政策課は、次に掲げる事務をつかさどる。
1. 都市鉄道その他の大都市における旅客の運送に係る鉄道等（以下この条において「都市鉄道等」という。）の利用の促進及び都市鉄道等による運送サービスの向上に関する基本的な政策の企画及び立案に関すること。
2. 都市鉄道等の整備に関すること（道路局及び他課の所掌に属するものを除く。）。
3. 大都市地域における宅地開発及び鉄道整備の一体的推進に関する特別措置法の施行に関すること（土地・建設産業局及び都市局の所掌に属するものを除く。）。
4. 都市鉄道等（索道を除く。）による運送及びこれらの事業の発達、改善及び調整に関すること（事業の許可及び特許、事業の承継、法人の解散並びに事業の停止の命令に関する事務に限る。）。
5. 東京地下鉄株式会社の行う業務に関すること（鉄道事業課の所掌に属するものを除く。）。

#### 都市鉄道政策課長
| 氏名     | 出身省庁 | 前職               | 就任年月      |
| -------- | -------- | ------------------ | ------------- |
| 吉田昭二 | 運輸省   | 東北運輸局観光部長 | 2018年7月31日 |

### 鉄道事業課
- 鉄道等による運送及びこれらの事業の発達、改善及び調整[3]
- 鉄道等に関する助成[3]
- 独立行政法人鉄道建設・運輸施設整備支援機構の行う独立行政法人鉄道建設・運輸施設整備支援機構法第12条第1項第1号から第6号までの業務及びこれらに附帯する業務並びに同条第2項及び第3項の業務[3]
- 北海道旅客鉄道株式会社、四国旅客鉄道株式会社及び九州旅客鉄道株式会社並びに日本貨物鉄道株式会社の行う業務[3]
- 本州四国連絡高速道路株式会社の行う高速道路株式会社法第5条第1項第5号の業務及びこれに附帯する業務[3]
- 独立行政法人日本高速道路保有・債務返済機構の行う独立行政法人日本高速道路保有・債務返済機構法第12条第2項の業務[3]
- 東京地下鉄株式会社の会計[3]

### 国際課
- 鉄道局の所掌に属する国際関係事務に関する基本的な政策の企画及び立案[3]
- 鉄道局の所掌事務に係る国際協力 [3]
- 鉄道局の所掌事務に属する国際関係事務で海外におけるプロジェクトに係る我が国事業者の事業活動の推進[3]
- 陸運機器等の製造、販売及び修理に関する事業の発達、改善及び調整（当該事業の海外事業活動に係るものに限る。）[3]

### 技術企画課
- 鉄道局の所掌事務に関する基本的な政策のうち技術に関するものについての企画及び立案[3]
- 鉄道等の技術上の基準の設定[3]
- 鉄道等の整備に関する事務のうち技術[3]
- 鉄道等による運送及びこれらの事業の発達、改善及び調整に関する事務のうち技術[3]
- 鉄道等の車両に関する安全の確保[3]
- 陸運機器等の製造、流通及び消費の増進、改善及び調整並びに陸運機器等の製造、販売及び修理に関する事業の発達、改善及び調整[3]

### 施設課
- 鉄道等の用に供する施設の整備に関する事務のうち技術[3]
- 新幹線鉄道に係る行為制限区域[3]
- 索道による運送及び索道事業の発達、改善及び調整[3]
- 鉄道等の用に供する施設に関する安全の確保に関すること[3]
- 鉄道等の整備及び運行に関連する環境対策[3]

### 安全監理官
- 鉄道等の運行の計画[3]
- 鉄道等の安全の確保[3]
- 鉄道等に関する事故及びこれらの事故の兆候の原因並びにこれらの事故に伴い発生した被害の原因を究明するための調査[3]